# Hefenhofen
Hefenhofen – miejscowość i gmina (Politische Gemeinde) w północno-wschodniej Szwajcarii, w kantonie Turgowia, w okręgu (Bezirk) Arbon.  

## Historia
Gmina została po raz pierwszy wspomniana w dokumentach w 817 roku jako Hebinhova. 

## Demografia
W Hefenhofen mieszkają 1 332 osoby. W 2021 roku 16,4% populacji gminy stanowiły osoby urodzone poza Szwajcarią.
W 2000 roku 96,6% populacji mówiło w języku niemieckim, 0,9% w języku włoskim, a 0,5% w języku francuskim.

Zmiany w liczbie ludności na przestrzeni lat przedstawia poniższy wykres:

## Transport
Przez teren gminy przebiegają drogi główne nr 14 i nr 473.